# Hammaptera chloridata
Hammaptera chloridata är en fjärilsart som beskrevs av Felder 1875. Hammaptera chloridata ingår i släktet Hammaptera och familjen mätare. Inga underarter finns listade i Catalogue of Life.